# Antoniterkloster Akkon
Das Antoniterkloster war eine Niederlassung des Antoniter-Ordens in Akkon im heutigen Israel zur Zeit des Königreichs Jerusalem.

## Geschichte
Das genaue Gründungsdatum das Antoniterkonvents mit zugehörigem Hospital ist nicht bekannt. Laut der Pelgrinages et Pardouns de Acre (1258–64) führte ein Besuch der Niederlassung durch Pilger zu drei Jahren und 40 Tagen Ablass. Das Kloster erscheint mehrfach in den Quellen im Zusammenhang mit dem Konvent vermachten Nachlässen und Besitz in der Stadt. Ab etwa 1300 hatte der Orden auch eine Niederlassung in Famagusta. Mit dem Fall Akkons 1291 dürften Kloster und Hospital von St. Antonius ihr Ende gefunden haben.

## Bau und Anlage
St. Antonius befand sich in unmittelbarer Nähe des Akkoner Antoniustores im Vorort Montmusard. Nach dem Durchbruch der muslimischen Truppen fanden hier die schwersten Kämpfe statt. Die Gebäude des Klosters lassen sich wegen der Zerstörungen nach Eroberung der Stadt nicht mehr rekonstruieren.